# Federal Prospects Hockey League 2020-2021
La Federal Prospects Hockey League 2020-2021 è stata l'undicesima edizione di questo campionato, la seconda dopo il cambio di denominazione della primavera 2019.

## Squadre partecipanti
Le squadre iscritte erano inizialmente rimaste dieci, suddivise in due divisioni. L'unico cambiamento avrebbe dovuto essere l'arrivo dei Motor City Rockers al posto dei disciolti Battle Creek Rumble Bees. A causa delle incertezze dovute alla pandemia di COVID-19, tuttavia, due squadre optarono per rimanere inattive per la stagione 2020-2021, confermando l'iscrizione alla stagione successiva: si trattava di Delaware Thunder e dei neonati Motor City Rockers.
Il 17 novembre 2020, i proprietari dei Mentor Ice Breakers decisero, sempre a causa delle limitazioni dovute al COVID-19, di sciogliere la squadra a far data dal 31 dicembre successivo.
La stagione sarebbe dovuta iniziare il 18 dicembre 2020, ma il perdurare delle limitazioni imposte per il contrasto alla pandemia di COVID-19 spinse la federazione a spostare l'avvio dapprima al 15 gennaio, poi al 3 febbraio 2021. A causa delle restrizioni negli spostamenti dovute alla pandemia, i primi 16 incontri in calendario (preceduti da tre match di precampionato) erano tutti fra le due squadre dello Stato di New York, Elmira Enforcers e Watertown Wolves, nell'attesa che anche le altre squadre potessero cominciare a spostarsi. Nel giorno del primo incontro di campionato, tuttavia, poco prima della partita, un diverbio (i cui dettagli non vennero rivelati) avvenuto fuori dal campo portò alla cancellazione dell'incontro inaugurale.
L'episodio spinse la lega ad aprire un'inchiesta sull'avvenuto, e a sospendere sine die il campionato, fino al momento in cui non fosse possibile stilare un calendario per tutte le società.

Già il successivo 12 febbraio, tuttavia, la lega rese nota una nuova data per la ripartenza della stagione, prevista per il 19 febbraio. Il calendario presentato coinvolgeva quattro delle squadre: Carolina Thunderbirds (che avrebbero giocato tutti gli incontri in trasferta, vista l'impossibilità di accogliere pubblico nello stadio di casa, il Winston-Salem Fairgrounds Annex), Columbus River Dragons, Elmira Enforcers, e Port Huron Prowlers, con le altre squadre che si sarebbero potute aggiungere man mano che avessero ricevuto l'autorizzazione dalle autorità locali.
Dato che il numero di incontri disputati dalle squadre sarebbe stato giocoforza diverso, venne deciso che la classifica sarebbe stata determinata dalla percentuale di punti conquistati, e venne fissato un numero minimo di incontri, pari a 16, per poter entrare in classifica.
La disputa dei play-off venne confermata, con modalità da decidere entro il 1º aprile. In palio, tuttavia, non venne messa la consueta Commissioner Cup, ma un nuovo trofeo creato appositamente. Le modalità vennero poi confermate il 26 marzo: le prime due squadre classificate in termini di percentuali di vittoria tra quelle che avessero disputato almeno 16 incontri si sarebbero sfidati per la Ignite Cup in una serie al meglio dei 5 incontri.
Il 2 marzo, i Danbury Hat Tricks formalizzarono la scelta di continuare l'attività col solo settore giovanile, rimandando quindi il rientro nella lega alla stagione successiva. Pochi giorni dopo, ai Danville Dashers venne invece tolto l'uso della David S. Palmer Arena, e pertanto anche loro non poterono prendere parte alla stagione.

## Regular season
| Pos. | Squadra                | G  | V  | VOT | POT | P  | GF | GS  | Pt | %     |
| ---- | ---------------------- | -- | -- | --- | --- | -- | -- | --- | -- | ----- |
| 1.   | Columbus River Dragons | 23 | 11 | 3   | 1   | 8  | 97 | 82  | 40 | 0.580 |
| 2.   | Elmira Enforcers       | 25 | 11 | 3   | 4   | 7  | 98 | 77  | 43 | 0.573 |
| 3.   | Carolina Thunderbirds  | 20 | 8  | 2   | 1   | 9  | 75 | 61  | 29 | 0.483 |
| 4.   | Port Huron Prowlers    | 24 | 8  | 0   | 2   | 14 | 77 | 122 | 26 | 0.361 |

Criteri: 1) Percentuale di vittoria; 2) Numero di vittorie; 3) Punti; 4) Classifica avulsa; 5) Differenza reti

## Play-off
Non venne messa in palio la Commissioner's Cup ma un trofeo creato ad hoc, la Ignite Cup.
|  | Finale |                        |                        |                        |   |    |   |  |
|  |        |                        |                        |                        |   |    |   |  |
|  | 1      | Columbus River Dragons | Columbus River Dragons | Columbus River Dragons | 4 | 4† | 8 |  |
|  | 2      | Elmira Enforcers       | Elmira Enforcers       | Elmira Enforcers       | 2 | 3  | 1 |  |

Legenda: † = partita terminata ai tempi supplementari
I Columbus River Dragons si aggiudicano la Ignite Cup.